# Out for Justice
Out For Justice (Buscando Justicia en España, Furia Salvaje en Hispanoamérica) es una película norteamericana del director John Flynn de 1991 y protagonizada por Steven Seagal.

## Argumento
Gino Felino  es un detective del departamento de policía de Nueva York y residente de Brooklyn, barrio en el cual es muy conocido y a su vez él conoce incluso a algunos miembros de la mafia local, con los cuales sostiene un acuerdo de no agresión hacia las fuerzas policiacas.
En la escena inicial, Gino y su compañero Bobby Lupo esperan para intervenir y abortar un trato de droga millonario, el cual es interrumpido cuando Gino arresta a un proxeneta que está golpeando a una prostituta. Poco después, el antagonista, Richie Madano asesina a Bobby a plena luz del día frente a su mujer Laurie y sus dos hijas dejando sobre su cadáver una foto que desaparece. Todos saben que Richie es el culpable del asesinato; Richie, actualmente un criminal peligroso y adicto al crack, fue en el pasado amigo de Gino y Bobby, cortándose la relación entre ambos luego de que Gino ingresara a las fuerzas policiales.
Gino sabe que Richie permanecerá en el vecindario, por lo que le solicita a su superior, el capitán Ronnie Donziger, autorización para atrapar personalmente a Richie; el capitán acepta y le entrega una escopeta y un automóvil sin patente. Luego Gino visita a su contacto de la mafia, Frankie, y al capo Don Vittorio para advertirles que llegará hasta Richie para ajusticiarlo personalmente, ya que estos también pretenden darle muerte.
Gino, buscando el paradero de Richie, llega a un bar regenteado por el hermano de Richie, Vinnie Madano. Tanto Vinnie como los presentes se niegan a colaborar, por lo que Gino se enfurece y causa una gresca, dando una paliza a todos y prometiendo volver. Richie vuelve más tarde al bar y reprende a Vinnie por no haber matado a Gino cuando disponía de hombres y armamento para lograrlo. La mafia se entera de que Richie está en el bar, pero cuando van a buscarlo allí son emboscados por Richie y sus hombres, quienes los acribillan a todos.
Luego de hacer redadas en otros sitios, Gino se entera de que Richie mató a Bobby debido a una relación extramatrimonial que tenía con la novia de Richie, Roxanne Ford a través de una camarera llamada Terry Malloy. Cuando Gino llega a la casa de Roxanne, la encuentra muerta. Gino entonces supone que Richie mató a Roxanne antes que a Bobby. Luego, Gino se dirige a la casa de la viuda de Bobby, Laurie. Allí encuentra en la cartera de Laurie una foto de Bobby y Roxanne juntos y desnudos. Así descubre que Bobby era corrupto y que ayudaba a Richie en sus negocios sucios, lo que le posibilitaba conocer íntimamente a Roxanne. Laurie lo admite y le confiesa que, cuando se enteró, entregó la foto a Richie por celos, sin llegar a pensar que Richie podría luego matar a Bobby en venganza. También le confiesa que tomo la foto del lugar del crimen para proteger la reputación de su marido.
Gino trata de llegar hasta Richie arrestando a su hermana Pattie y hablando con sus padres, ancianos honestos y trabajadores. Gracias al dato de su contacto del barrio, Picolino, Gino encuentra a Richie en una casa del barrio donde este y su banda tienen una fiesta, e irrumpe en ella para acabar de una vez con su peligroso rival. En plena fiesta, Gino mata o deja heridos a todos los hombres de Richie. Entonces Gino encuentra a Richie y comienza a golpearlo sin piedad, hasta finalmente matarlo, clavándole un sacacorchos en la frente. Los mafiosos llegan después, intentando matar a Richie. Gino usa el arma del líder de la mafia para disparar varias veces el cadáver de Richie. Entonces le dice que regrese a su jefe y tome el crédito por su muerte.
Tiempo después, Gino, su esposa y su perrito están paseándose en el muelle, hasta que se encuentran con un ladrón que había lanzado un bolso en el tráfico. Gino se abalanza sobre él y el hombre, en respuesta, lo ataca. Gino patea al ladrón en los testículos, provocando que se desmaye en el suelo. La película termina con Gino y su esposa riéndose, mientras el perrito se orina en la cabeza del ladrón.

## Reparto
| Actor              | Personaje                                                | Notas         |
| ------------------ | -------------------------------------------------------- | ------------- |
| Steven Seagal      | Detective Gino Felino (División Táctica Anti Narcóticos) |               |
| William Forsythe   | Richie Madano                                            |               |
| Jerry Orbach       | Capitán Ronnie Donziger                                  |               |
| Jo Champa          | Vicky Felino                                             |               |
| Shareen Mitchell   | Laurie Lupo                                              |               |
| Sal Richards       | Frankie                                                  |               |
| Gina Gershon       | Pattie Madano                                            |               |
| Jay Acovone        | Bobby "Arms"                                             |               |
| Nick Corello       | Joey "Dogs"                                              |               |
| Kent McCord        | Jack                                                     |               |
| Robert LaSardo     | Bochi                                                    |               |
| John Toles-Bey     | King                                                     |               |
| Joe Spataro        | Detective Bobby Lupo                                     |               |
| Ed Deacy           | Detective Deacy                                          |               |
| Thomas F. Duffy    | Detective O'Kelly                                        |               |
| Ronald Maccone     | Don Vittorio                                             |               |
| Gianni Russo       | Sammy                                                    |               |
| Anthony DeSando    | Vinnie Madano                                            |               |
| Dominic Chianese   | Sr. Madano                                               |               |
| Vera Lockwood      | Sra. Madano                                              |               |
| Julianna Margulies | Rica                                                     |               |
| George Vallejo     | Picolino                                                 |               |
| Jerry Clauri       | Bennie "The Book"                                        |               |
| Dan Inosanto       | "Sticks"                                                 |               |
| Joe Lala           | Vermeer                                                  |               |
| Raymond Cruz       | Hector                                                   |               |
| John Leguizamo     | Muchacho en callejón                                     |               |
| Carl Ciarfalio     | Paulie                                                   |               |
| Kane Hodder        | Miembro de banda                                         |               |
| Jorge Gil          | Chas "The Chair"                                         |               |
| Shannon Whirry     | Terry Malloy                                             |               |
| Julie Strain       | Roxanne Ford                                             |               |
| Kelly Jo Minter    | Prostituta a quien King abofeteo                         | No acreditada |
| Athena Massey      | Víctima                                                  | No acreditada |
| Manny Perry        | Bravucón de King                                         | No acreditado |

## Recepción
La película tuvo un éxito notable. Aun así la producción cinematográfica no es una de sus cintas más famosas. Tampoco es una película que tuvo mayor aceptación entre sus seguidores y, como acostumbra a suceder con filmes como este, la opinión de estos sobre una película es aun así alta, mientras que la crítica especializada tiene siempre una opinión baja acerca de filmes como este.

## Altercado entre Seagal y LeBell
Tras el estreno de la cinta y durante años, Steven Seagal y el luchador, judoka y coreógrafo Gene LeBell, fueron parte de una leyenda urbana en la cultura popular, debido a un supuesto incidente durante el rodaje. LeBell trabajaba como coreógrafo en la cinta y, supuestamente, Seagal habría afirmado que él era inmune a las estrangulaciones del judo, lo que LeBell le propuso comprobar. Seagal habría accedido a dejarse estrangular por Gene, cayendo inconsciente perdiendo el control de su esfínter y defecando sus pantalones, amenazando con emprender acciones legales contra quienes divulgaran públicamente el incidente. Aparte de los rumores que surgieron años después en internet, ningún miembro del rodaje habló sobre esto en medios oficiales durante años, hasta que Gene sugirió indirectamente en una entrevista para The MMA Hour en 2012 que la anécdota era verídica, a lo que Seagal respondería que LeBell era "un mentiroso patológico". Tras los comentarios de Seagal, la peleadora Ronda Rousey, alumna y amiga de LeBell, en una entrevista afirmó que ella también podría estrangular a Seagal y hacerlo defecar sus pantalones por segunda vez. Finalmente, en 2021, el especialista doble de riesgo Steven Lambert, quien trabajó en la cinta, brindó una entrevista al canal de YouTube "Viking Samurai", desmintiendo la historia y señalando como testigo ocular que, lo sucedido fue que en una demostración casual de habilidades, Seagal intentó liberarse de un amarre a dos brazos o "abrazo de oso" que LeBell le aplicó por la espalda, golpeando a este último en el área de los testículos para lograrlo, a lo que LeBell reaccionó con un rápido derribe barriendo los pies de Seagal. Según Lambert, el actor se levantó e incorporó en cuestión de segundos con ayuda de LeBell.